# Kira Walkenhorst
Kira-Katharina Walkenhorst (* 18. November 1990 in Essen) ist eine deutsche Volleyball- und Beachvolleyballspielerin. Mit Laura Ludwig wurde sie 2016 Olympiasiegerin und 2017 Weltmeisterin, 2015 und 2016 Europameisterin. Mit Laura Ludwig wurde sie in Deutschland 2016 zur Beachvolleyballerin des Jahres, 2016 und 2017 zur Mannschaft des Jahres sowie 2020 zu den „Legenden des Jahrzehnts“ in der Kategorie „Mannschaft“ gewählt. Sie ist Sportsoldatin in der Sportfördergruppe der Bundeswehr, Standort Hamburg, und hat derzeit (2024) den Rang eines Stabsunteroffiziers.

## Karriere Halle
In der Halle spielte Walkenhorst auch in der Juniorinnen-Nationalmannschaft, mit der sie 2008 an der Europameisterschaft im italienischen Foligno teilnahm, aber verletzt ausscheiden musste. Sie spielte beim VC Olympia Berlin, bei Bayer 04 Leverkusen und ab 2009 beim Bundesligisten Alemannia Aachen, bevor sie von 2011 bis 2013 beim Regionalligisten FdG Herne spielte, wo ihr Vater Trainer war.

## Karriere Beach

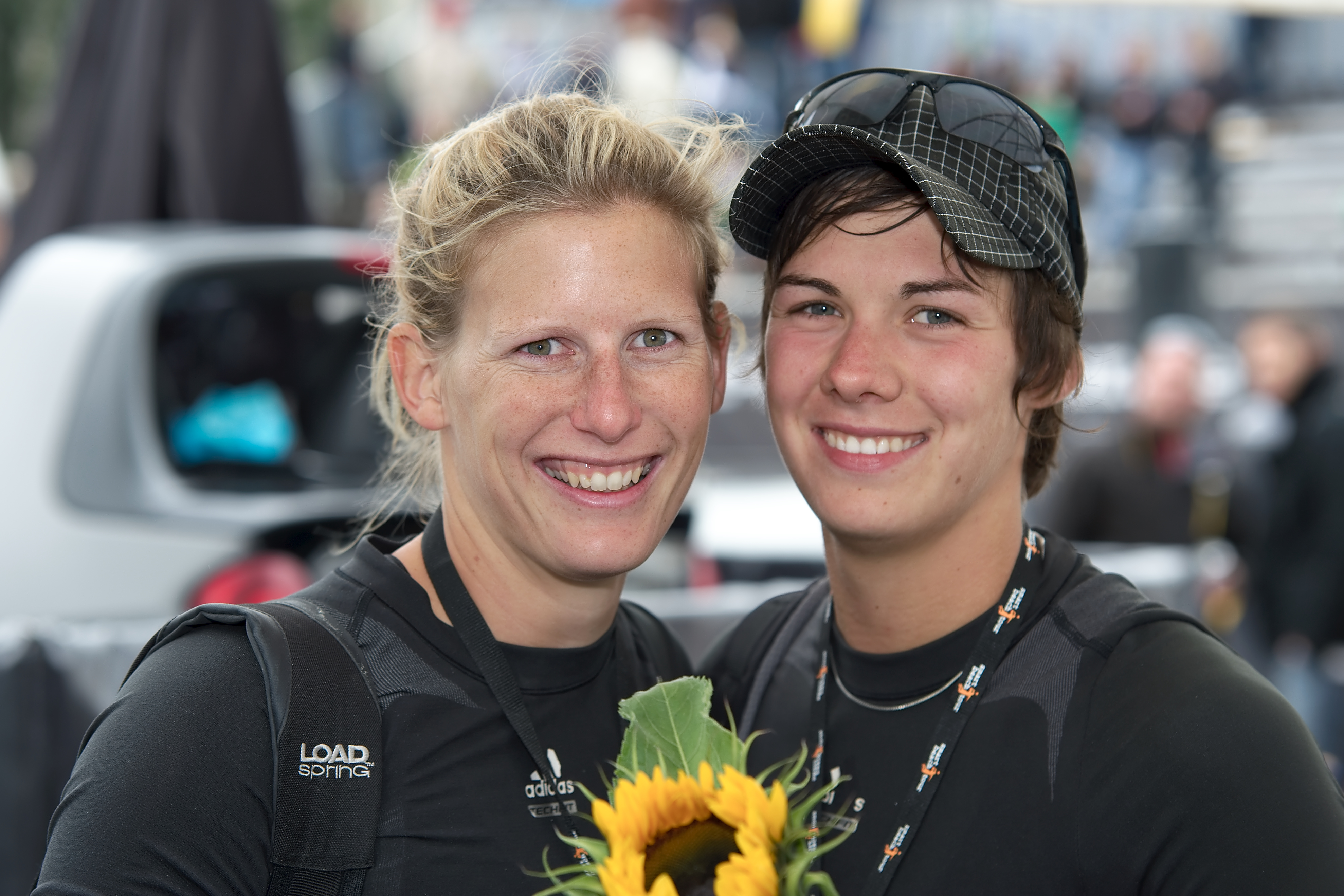
Kira Walkenhorst mit Geeske Banck nach dem Turniersieg in Köln 2011

### 2005 bis 2012
Walkenhorst wurde 2005 an der Seite von Mareen Terwege deutsche C-Jugend-Meisterin. Später waren u. a. Chantal Laboureur und Anika Brinkmann ihre Partnerinnen. Mit Anna-Lena Rahe startete sie 2010 erstmals bei der deutschen Meisterschaft in Timmendorfer Strand und belegte Platz dreizehn. Danach gewann sie mit Jana Köhler das Challenger-Turnier im indischen Chennai.
2011 startete Walkenhorst zunächst mit Melanie Gernert, wechselte aber im Juli zu Geeske Banck, mit der sie sofort das smart-Turnier in Köln gewann und bei der deutschen Meisterschaft den neunten Platz belegte. Zwischendurch gewann Kira Walkenhorst mit ihrer früheren Partnerin Chantal Laboureur bei der U23-Europameisterschaft in Porto die Bronzemedaille. 2012 errang sie dann wieder mit Laboureur die U23-Europameisterschaft im niederländischen Assen. Mit Geeske Banck wurde Kira Walkenhorst dann deutsche Vizemeisterin. Danach erreichten Banck/Walkenhorst bei den Åland Open den siebten Platz.

### 2013 bis 2016
Seit 2013 spielte Walkenhorst an der Seite der viermaligen Beachvolleyballerin des Jahres Laura Ludwig für den Hamburger SV. Im ersten Turnier des Jahres 2013, dem CEV Satellite in Antalya, erreichten Ludwig/Walkenhorst das Finale, das sie mit 0:2 gegen die Niederländerinnen van Gestel/Meppelink verloren. Nachdem sie wegen einer Verletzung von Walkenhorst das erste Turnier der Welttour in Fuzhou nicht hatten spielen können, kamen sie in Shanghai auf den fünften Platz. In Den Haag erreichten sie den neunten Platz. Bei der WM in Stare Jabłonki erreichten Ludwig/Walkenhorst das Viertelfinale, wo sie gegen das chinesische Team Xue/Zhang Xi ausschieden und Fünfter wurden. Bei der Europameisterschaft in Klagenfurt erreichten sie den dritten Platz. Gegen Ende der Saison belegten Ludwig/Walkenhorst bei den Grand Slams in Moskau und São Paulo jeweils einen zweiten Platz. Auf der deutschen Smart Beach Tour erreichten sie dritte Plätze in Norderney, Hamburg und Münster und wurden schließlich im August deutscher Meister.
Beim Saisonstart in Fuzhou erreichten Ludwig/Walkenhorst den neunten Platz. Im ersten Grand Slam der Saison in Shanghai war das Team im Finale gegen die Chinesinnen Wang/Yue Y. erfolgreich und erreichte damit den ersten Sieg eines deutschen Teams in einem Grand Slam. Bei der Europameisterschaft in Quartu Sant’Elena gewannen Ludwig/Walkenhorst erneut die Bronzemedaille. Da sie am Pfeifferschen Drüsenfieber erkrankte, musste Walkenhorst Anfang Juli die Saison vorzeitig beenden. Für ihre Leistungen wurde sie 2014 mit dem Commander’s Coin ausgezeichnet.

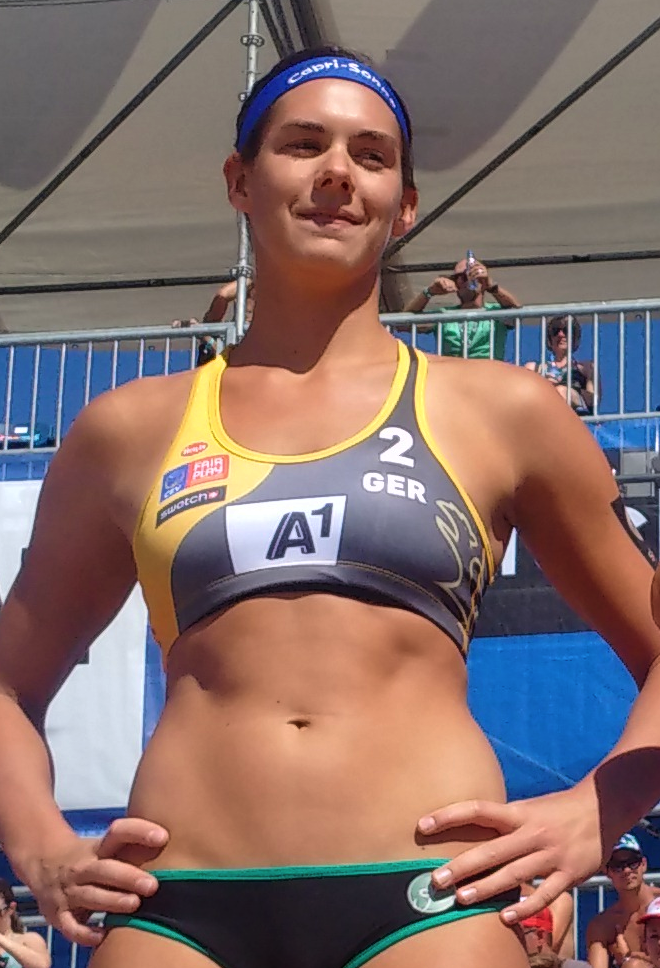
Bei der EM in Klagenfurt 2015

In der Saison 2015 kehrte Walkenhorst an der Seite von Ludwig zurück. Beim Grand Slam in Moskau und beim Turnier der Major Series in Poreč erreichte das Duo jeweils den 17. Platz. In Stavanger verpassten Ludwig/Walkenhorst als Vierte nur knapp eine Medaille und beim Grand Slam in Saint Petersburg wurden sie Fünfte. Bei der Weltmeisterschaft in den Niederlanden erreichten sie nach einer Tiebreak-Niederlage gegen das Duo Dubovcová/Nestarcová die K.-o.-Runde. Dort mussten sie sich jedoch den Russinnen Ukolowa/Birlowa geschlagen geben und beendeten das Turnier auf dem 17. Rang. Beim anschließenden Major-Series-Turnier in Gstaad kamen sie als Fünfte erneut in die Top Ten. Beim Grand Slam in Yokohama gewannen sie das Finale gegen die neuen Weltmeisterinnen Bárbara Seixas und Ágatha Bednarczuk. Eine Woche später wurden sie im Endspiel gegen Ukolowa/Birlowa in Klagenfurt Europameister. Beim Grand Slam in Long Beach erreichten Ludwig/Walkenhorst den dritten Platz, während sie in Olsztyn nur auf den neunten Rang kamen. Bei der deutschen Meisterschaft gewannen sie im Finale gegen Teresa Mersmann und Isabel Schneider ihren zweiten gemeinsamen Titel. Anfang Oktober unterlagen Ludwig/Walkenhorst im Endspiel des mit 100.000 US-Dollar höchstdotierten Beachvolleyball-Turniers in Fort Lauderdale („World Tour Final“) dem brasilianischen Duo Larissa/Talita. Eine Woche später gewannen sie in einem erneuten deutsch-brasilianischen Finale gegen Eduarda Lisboa und Elize Maia das Open-Turnier in Puerto Vallarta.

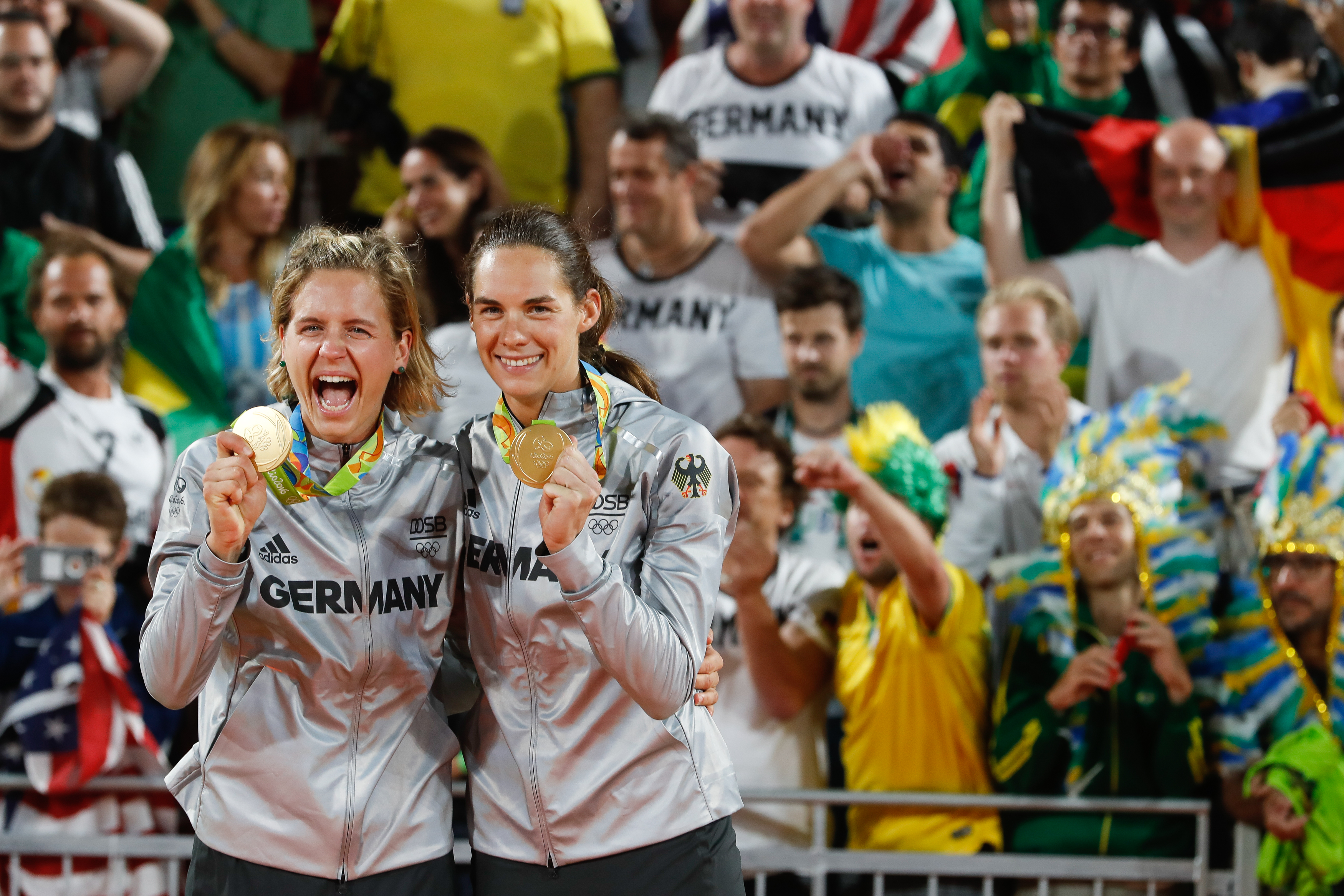
Laura Ludwig und Kira Walkenhorst (rechts) während der Siegerehrung bei den Olympischen Spielen 2016 in Rio de Janeiro

Im Mai 2016 gewannen Ludwig/Walkenhorst das Open-Turnier in Antalya. Bei der EM in Biel Anfang Juni wurden sie mit einem Sieg im Finale gegen die Tschechinnen Markéta Sluková und Barbora Hermannová erneut Europameister. Eine Woche später gewannen Ludwig/Walkenhorst nach zwei 2:1-Siegen über April Ross/Kerri Walsh im Halbfinale sowie gegen Ágatha Bednarczuk und Bárbara Seixas im Finale das Major-Turnier in Hamburg. Durch den Turniersieg beim anschließenden Grand Slam im polnischen Olsztyn kletterten Ludwig/Walkenhorst in der Weltrangliste auf den ersten Rang. Beim Poreč Major unterlagen sie im deutschen Duell um den dritten Rang gegen Borger/Büthe. In Gstaad erreichten sie den dritten Platz. Beim Major-Turnier in Klagenfurt gelang ihnen der fünfte Turniersieg bei der aktuellen World Tour. Als zweitbestes Team der Olympiarangliste qualifizierten sich Ludwig/Walkenhorst für die Olympischen Spiele in Rio de Janeiro. Dort kamen sie als Gruppensieger in die K.o.-Runde und besiegten dann die Schweizerinnen Forrer/Vergé-Dépré und die Kanadierinnen Pavan/Bansley ohne Satzverlust. Mit einem weiteren 2:0 gegen die Brasilianerinnen Larissa/Talita erreichten sie das Finale. Dort besiegten sie das zweite brasilianische Duo Ágatha Bednarczuk und Bárbara Seixas ebenfalls mit 2:0 und wurden Olympiasiegerinnen; es war die erste Medaille für ein europäisches Frauenteam. Anschließend wurden Ludwig/Walkenhorst zu den Beachvolleyballerinnen des Jahres gewählt. Im Finale der deutschen Meisterschaft setzten sie sich gegen Laboureur/Sude durch und verteidigten damit ihren Titel erfolgreich. Beim FIVB Saisonfinale in Toronto gewannen Ludwig/Walkenhorst im Endspiel gegen die Schweizerinnen Zumkehr/Heidrich mit 2:0.

### 2017/2018
Beim FIVB-Eröffnungsturnier 2017 in Fort Lauderdale spielte Walkenhorst zusammen mit Julia Großner, da sich Laura Ludwig von einer Schulteroperation erholte. Großner/Walkenhorst gewannen zwei ihrer drei Pool-Play-Spiele und erreichten die K.o.-Runde, in der sie mit 0:2 gegen die Niederländerinnen Meppelink/Van Gestel verloren und das Turnier auf Rang 17 beendeten. Anfang Mai gelang Walkenhorst wieder an der Seite von Ludwig der Turniersieg beim Smart Super Cup in Münster. Beim Vier-Sterne-Turnier der World Tour 2017 in Rio de Janeiro Ende Mai erreichten Ludwig/Walkenhorst nach drei Siegen und einer 0:2-Niederlage im Viertelfinale gegen die Kanadierinnen Humana-Paredes/Pavan den fünften Platz. Die Drei-Sterne-Turniere in Moskau und Den Haag beendeten sie jeweils auf dem neunten Rang. Beim Presidents Cup in Long Beach erreichten sie den vierten Platz. Bei der Weltmeisterschaft in Wien kamen Ludwig/Walkenhorst als Gruppensieger in die K.o.-Phase, in der sie ein chinesisches und zwei amerikanische Duos besiegten, bevor sie sich in einer Neuauflage des olympischen Halbfinales gegen die Brasilianerinnen Larissa/Talita durchsetzten. Mit einem 2:1-Sieg im Endspiel gegen das US-Duo Ross/Fendrick wurden sie als erste deutsche Frauen Weltmeisterinnen. Bei der Europameisterschaft in Jūrmala unterlagen Ludwig/Walkenhorst im Viertelfinale den späteren Europameisterinnen Glenzke/Großner und belegten Platz fünf. Beim FIVB Saisonfinale in Hamburg gewannen Ludwig/Walkenhorst im Endspiel gegen die Brasilianerinnen Ágatha/Duda mit 2:1. Bei den Deutschen Meisterschaften unterlagen sie Borger/Kozuch sowie den späteren Vizemeisterinnen Gernert/Zautys und beendeten das Turnier auf Platz fünf. Walkenhorst wurde Anfang Dezember 2017 an der Hüfte und Ende Januar 2018 an der Schulter operiert und fiel dadurch mehrere Monate aus. Wegen der Schwangerschaft von Laura Ludwig spielte sie 2018 auf der nationalen Turnierserie mit Leonie Körtzinger. Bei ihrem Comeback beim Auftakt der Techniker Beach Tour in Münster belegte das Duo nach zwei Niederlagen den 13. Platz. In Düsseldorf und Nürnberg erreichte das Duo jeweils den zweiten Platz. In St.Peter-Ording belegte das Duo wie in Münster den 13. Platz. Auf Usedom in Zinnowitz wurde das Duo Vierter. In Kühlungsborn erreichte sie an der Seite von Lena Overländer den vierten und an der Seite von Elena Kiesling in Leipzig den dritten Platz. Aufgrund einer verschobenen Rippe musste sie die Deutschen Meisterschaften absagen. Im Januar 2019 musste Walkenhorst wegen anhaltender körperlicher Probleme ihre Karriere vorläufig beenden, zehn Mal wurde sie wegen Rückenproblemen operiert.

### Seit 2020
Im Juli 2019 kündete Walkenhorst ihr Comeback für 2020 an, das wegen der COVID-19-Pandemie in Deutschland zunächst verschoben werden musste. Anfang August 2020 qualifizierte sich Walkenhorst mit Anna-Lena Grüne über die Comdirect Beach Tour für die deutsche Meisterschaft im September, bei der sie Platz fünf erreichte.
Nach einer erneuten Spielpause 2021 startete Walkenhorst 2022 wieder mit Anna-Lena Grüne. Im Juli gewannen Grüne/Walkenhorst auf der German Beach Tour die Turniere in Hamburg und in Bremen. Im August spielte Walkenhorst mit der ehemaligen Hallen-Nationalspielerin Louisa Lippmann bei der Europameisterschaft in München, schied allerdings als Gruppendritte bereits in der ersten K.-o.-Runde aus. Bei der deutschen Meisterschaft im September erreichten Grüne/Walkenhorst Platz drei. 2023 spielte Walkenhorst zunächst an der Seite von Anna Behlen, fiel allerdings nach einer Knie-Operation im Mai für den Rest der Saison aus. Im Jahr 2024 spielt Walkenhorst zusammen mit Isabel Schneider auf der nationalen German Beach Tour.

## Spielstil
Kira Walkenhorst galt auf dem Hochpunkt ihrer Leistungsfähigkeit zwischen 2015 und 2017 als mit Abstand beste Blockerin der Welt. Neben der enormen Athletik und Dominanz im Block war sie insbesondere auch für extrem harte Angriffe bekannt.

## Familie
Kira Walkenhorsts Geschwister Pia und Alexander spielten ebenfalls Volleyball und Beachvolleyball. Seit dem 27. Oktober 2017 ist Kira mit der Beachvolleyballspielerin Maria Kleefisch verheiratet, mit der sie seit 2014 zusammen ist. Diese nahm nach der Hochzeit den Nachnamen Walkenhorst an. Im Juli 2018 gab das Paar die Schwangerschaft von Maria Walkenhorst durch einen anonymen Samenspender bekannt. Im Oktober 2018 kamen Drillinge zur Welt.